# 山下輝彦
山下 輝彦（やました てるひこ、1948年 - )は、慶應大学文学部名誉教授。専門は中国語学、中国語教育、京劇研究。

## 人物
1948年、中国山東省生まれ。慶應義塾大学大学院博士課程修了。
京劇にも造詣が深く、自ら京胡・二胡・月琴・銅鑼などの楽器を演奏し、唱は小生を歌う。
一般向けの入門書『中国語で歌おう！まるごと京劇編』（アルク）を執筆した。
ハワイ大学留学中(1988年〜1990年)にはハワイ大学演劇科の英語京劇の舞台にも楽師として参加。当時、ハワイ在住であった張学良にも伴奏した。梅蘭芳の息子・梅葆玖とも交流する。
1992年から1994年にかけてNHKテレビ『中国語会話』講師を担当した。
中国残留孤児の波瀾万丈な半生を描いた、NHK放送70周年記念番組日中合同合作『大地の子』(1995年、原作：山崎豊子）に紅谷擁役で出演した。

## 主な著作
『中国語の入門[最新版]《CD付》　白水社
『わくわく中国語 基礎マスター』（アスク出版）
『中国語で歌おう！ まるごと京劇編』（アルク）